# Maria Ana de Nápoles e Sicília
Maria Ana de Nápoles e Sicília (Maria Ana Josefa Antônia Francisca Caetana Teresa Amália Clementina; 23 de novembro de 1775 - 22 de fevereiro de 1780), foi uma princesa de Nápoles e Sicília membro da Casa de Bourbon.

## Início de vida

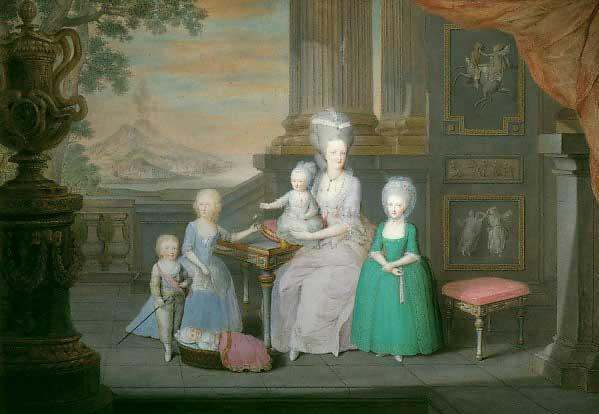
Rainha Maria Carolina e seus filhos em 1778 (Maria Ana está sentada no colo de sua mãe)

Maria Ana nasceu no Palácio Real em Nápoles. Seu pai era Fernando, Duque de Calábria, nono filho, terceiro varão, de Carlos III da Espanha e Maria Amália da Saxônia. Sua mãe era a arquiduquesa Maria Carolina da Áustria, filha da imperatriz Maria Teresa da Áustria e seu marido, Francisco I, Sacro Imperador Romano-Germânico. Ela foi batizada no primeiro ano de vida. Seu nome completo era Maria Ana Josefa Antônia Francisca Caetana Teresa Amália Clementina.

## Morte
Devido ao fato de que Maria Ana nascer apenas dez meses depois de seu irmão mais velho, Carlos Tito Francisco José, seu nascimento foi extremamente difícil para Maria Carolina e, portanto, para o bebê também. Ela era uma criança muito frágil e fraca. Sua saúde frágil era motivo de preocupação e, quando seu irmão Carlos ficou doente de varíola, foi imediatamente transferido para o Palácio de Caserta, a fim de evitar que Maria Ana adoecesse também. Carlos finalmente sucumbiu à doença em 17 de dezembro de 1778, com apenas três anos de idade. Em 1778, contra todos os esforços, ela contraiu varíola. Ela se recuperou por um tempo, mas morreu em 22 de fevereiro de 1780, aos 4 anos de idade.

## Títulos, estilos, honras e armas

### Títulos e estilos
- 23 de novembro de 1775 – 22 de fevereiro de 1780 Sua Alteza Real, a Princesa Maria Ana de Nápoles e Sicília